# Арнил, Энни
Энни Арнил (англ. Annie Arniel, также англ. Arneil; май 1873, Харрингтон, Делавэр — 9 февраля 1924) — суфражистка и защитница прав женщин. Она вышла замуж за канадца Джорджа Арнила и овдовела в 1910 году. Энни сыграла ключевую роль в том, что женщины Соединённых Штатов получили право голосовать.

## Биография
Энни работала на фабрике и жила в центре Уилмингтона, когда Мейбл Вернон и Элис Пол взяли её на работу в Национальную женскую партию. Как член союза Безмолвных страж она была среди первых шести суфражисток, арестованных и заключённых в тюрьму 27 июня 1917 года в Белом доме. За протесты для избирательного права она отбыла восемь сроков тюремного заключения: три дня в июне 1917 года, 60 дней в тюрьме Оккокван в Виргинии с августа по сентябрь 1917 года за пикетирование, 15 дней за встречи на площади Лафайет-сквер и пять приговоров по пять дней каждый в январе и феврале 1919 года за демонстрации у сигнального костра Национальной женской партии. После участия в демонстрации у Капитолия Соединённых Штатов в октябре 1919 года с Энни Арнил «полиция так жестоко обращалась, что она потеряла сознание и повредила спину». В дальнейшем она была доставлена в больницу, и полиция завила, что её так «немного потрепали». В больнице полиция сообщила обслуживающему персоналу, что она была ранена в уличной автокатастрофе. Согласно свидетельству о смерти Энни в Делавэре, она умерла 9 февраля 1924 года в возрасте 51 лет. Причиной смерти стало «удушение светильным газом; суицидальное намерение».